# キティー・デイジー&ルイス
キティー・デイジー&ルイス（Kitty Daisy & Lewis） は、イングランド、ロンドン出身の3兄弟によるロックンロール・バンドである。

## 概要
1940～1950年代の音楽やファッションに夢中の彼らは、10代前半の頃からノース・ロンドンにあるカントリーとロカビリー・ジャムのパブにてステージにあがった。地道なライブ活動や、フェスティバルへの出演がオーディエンスの間から口コミで評判となる。
マルチプレイヤーの彼らは、それぞれがギター、ピアノ、バンジョー、ラップ・スティール・ギター、ハーモニカ、ダブル・ベース、ウクレレ、トロンボーン、アコーディオンを演奏する。
2007年、インディ・レーベル「Sunday Best」から、彼らが選曲・監修したコンピレーション・アルバム『A-Z of Kitty, Daisy & Lewis: The Roots Of Rock 'n' Roll』をリリース。同年の英・『ガーディアン』誌「アルバム・オブ・ザ・イヤー」に選出される。
2008年、徹底的にデジタルを排除、アナログ機材だけを使用した1stアルバム『Kitty, Daisy & Lewis』をリリース。同年の朝霧JAMへの出演で初来日公演を果たす。
2009年にはコールドプレイ自らの指名でUSツアーをサポート。2010年のフジロック・フェスティバルでは初日の深夜クリスタル・パレス・テント、2日目のフィールド・オブ・ヘブンと2ステージ、ライブを披露した。

## メンバー
- キティー Kitty （Vo/G/Harmonica and more）
- デイジー Daisy （Dr/Vo and more）
- ルイス Lewis （G/Piano/Vo and more）

## ディスコグラフィ

### シングル
- Honolulu Rock and Roll （2005）
- Mean Son Of A Gun （2006）
- Going Up The Country （2008）
- （Baby） Hold Me Tight （2008）
- I'm So Sorry / I'm Going Back (2011)
- Messing with my Life (2011)
- Don't Make a Fool out of Me (2011)

### アルバム
- A-Z of Kitty, Daisy & Lewis: The Roots Of Rock 'n' Roll （2007）- 3人が選曲・監修したコンピレーション・アルバム
- Kitty, Daisy & Lewis （2008）
- Smoking in Heaven （2011）